# キリスト教文書
キリスト教文書（キリストきょうぶんしょ）とは、キリスト教において、信仰的、歴史的に重要であり、権威を認められた文書である。
ただし、主にプロテスタントで使われる用語である。

## 聖書
旧約聖書と新約聖書の語そのものが、教父の造語であり、キリスト教の信仰的な表現であるが、全ての教会、教派にとって聖書は権威があり、前提となる聖なる書物である。ただし、聖書の範囲と聖書観については、教会、教派によって相違がある。
プロテスタントの聖書は66巻であり、聖書信仰のプロテスタントにおいては他の全ての文書は聖書の権威に従属する。

## 教父
教父文書はいずれの教会、教派にとっても意味を持っているが、聖伝についての理解が異なる。

## 信条
使徒信条、ニカイア・コンスタンティノポリス信条、カルケドン信条、アタナシオス信条等がある。

## 信仰告白
信条と互換的に用いられる場合もあるが、特にプロテスタントの信仰告白として用いられる語であり、ルーテル教会のアウクスブルク信仰告白、改革派教会のウェストミンスター信仰告白等がある。

## 他の理解
- 聖伝